# Kafferbivaly
A kafferbivaly vagy fokföldi bivaly (Syncerus caffer) az emlősök (Mammalia) osztályának párosujjú patások (Artiodactyla) rendjébe, ezen belül a tülkösszarvúak (Bovidae) családjába és a tulokformák (Bovinae) alcsaládjába tartozó faj.
Nemének a típusfaja és egyben az egyetlen élő faja is. A tulkok (Bovini) nemzetségének egyetlen, Afrikában élő képviselője.

## Előfordulása
A kafferbivaly megtalálható Etiópiában, Szomáliában, Zambiában, Zimbabwében, Namíbiában, Botswanában, Mozambikban, a Dél-afrikai Köztársaságban, Kenyában és Tanzániában, valamint Afrika középső és nyugati részein is.

## Alfajai
Hagyományosan 5 alfaja van elismerve; azonban 2011-ben Groves és Grubb kutatóbiológusok az alfajokat külön, önálló fajoknak nyilvánították. Szerintük a különböző alfajok között jelentős alaktani változatosság van; továbbá más állatfajok esetében is egyes alfajokat kivontak a szülőfajból és önálló státusszal látták el (pl.: őstulok és szarvasmarha, valamint vad vízibivaly és házi vízibivaly esetei). 2016-ban, Castelló egy tulokszakértő felkarolta Groves és Grubb rendszertani elképzeléseit, azonban mások kétellyel tekintenek erre az elméletre és szerintük további kutatások szükségesek.
- Syncerus caffer aequinoctialis Blyth, 1866
- szudáni bivaly vagy rövidszarvúbivaly (Syncerus caffer brachyceros) (Gray, 1837)
- szavannabivaly (Syncerus caffer caffer) (Sparrman, 1779)
- hegyi bivaly (Syncerus caffer mathewsi) (Lydekker, 1904)
- vörös bivaly vagy őserdei bivaly (Syncerus caffer nanus) (Boddaert, 1785)

## Megjelenése
A bika az 1,7 méter magasságot, a 3,4 méter hosszt és a 900 kilogrammot is elérheti. Egy kifejlett hím marmagassága nagyjából 1,5 méter, tömege átlagosan 680 kg. A nőstény 10–15 cm-rel alacsonyabb; tömege 500–600 kg.

## Életmódja, élőhelye
Rendkívül erős állat. Az emberen kívül csak kevés a természetes ellensége; még az oroszlánoktól is képes megvédeni magát (és olykor meg is öli a támadókat). Az oroszlánok esetenként megölik és megeszik a bivalyokat, ám általában sok oroszlán kell egyetlen felnőtt példány leterítéséhez; leginkább a sérült vagy idős egyedeket sikerül levadászni. A leopárd és a foltos hiéna csak újszülött borjakat ejt el. A házi szarvasmarhával korlátozott sikerrel keresztezték; háziasítani nem sikerült.
A kafferbivaly a nyílt szavannától a sűrű bozótosokig előfordul. Előszeretettel dagonyázik.
Az öt afrikai nagyvad egyikeként a kafferbivaly fürge és félelmetes vadállat, mely évente rengeteg embert öklel fel, tapos el és öl meg. A víziló mellett elnyerte a legveszélyesebb nagyvad hírnevet.

## Szaporodása
A csorda összetétele nemtől és kortól független, de léteznek csak hímekből álló csapatok is. A hím „szarvpáncélnak” is hívott szarvainak vastagságáról ismerhető fel. A bikák nyolcéves korukban válnak ivaréretté. A tehenek először ötéves korukban ellenek, 11,5 hónapos vemhesség után. Az idősebb bikákat kiveti a csorda, és általában a hím csapatokba tömörülnek.

## Állatkertekben
Fogságban ritkábban látható, mint a vad vízibivaly, főleg a bikák kiszámíthatatlansága miatt. Magyarországon a Budapesti Állatkertben tartják, ahol vörös bivaly nevű alfajának egy bikája és két tehene él, ill. a győri állatkertben szintén ezt az alfajt.

## Képek

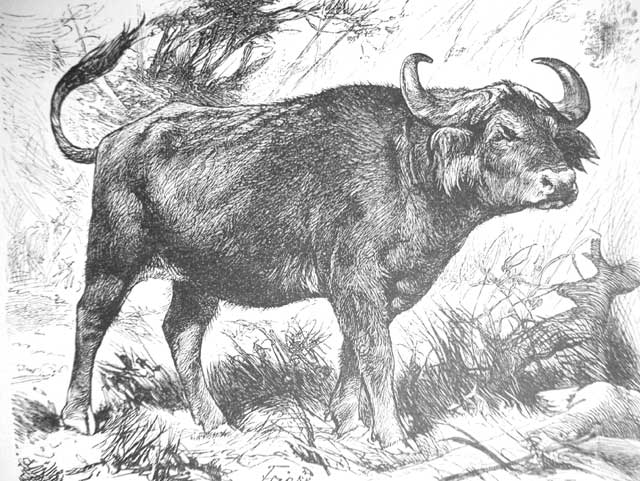
19. századi rajz
Kafferbivaly csorda
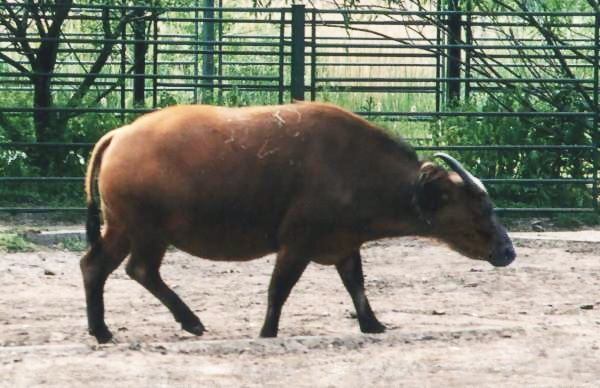
Őserdei vagy vörös bivaly
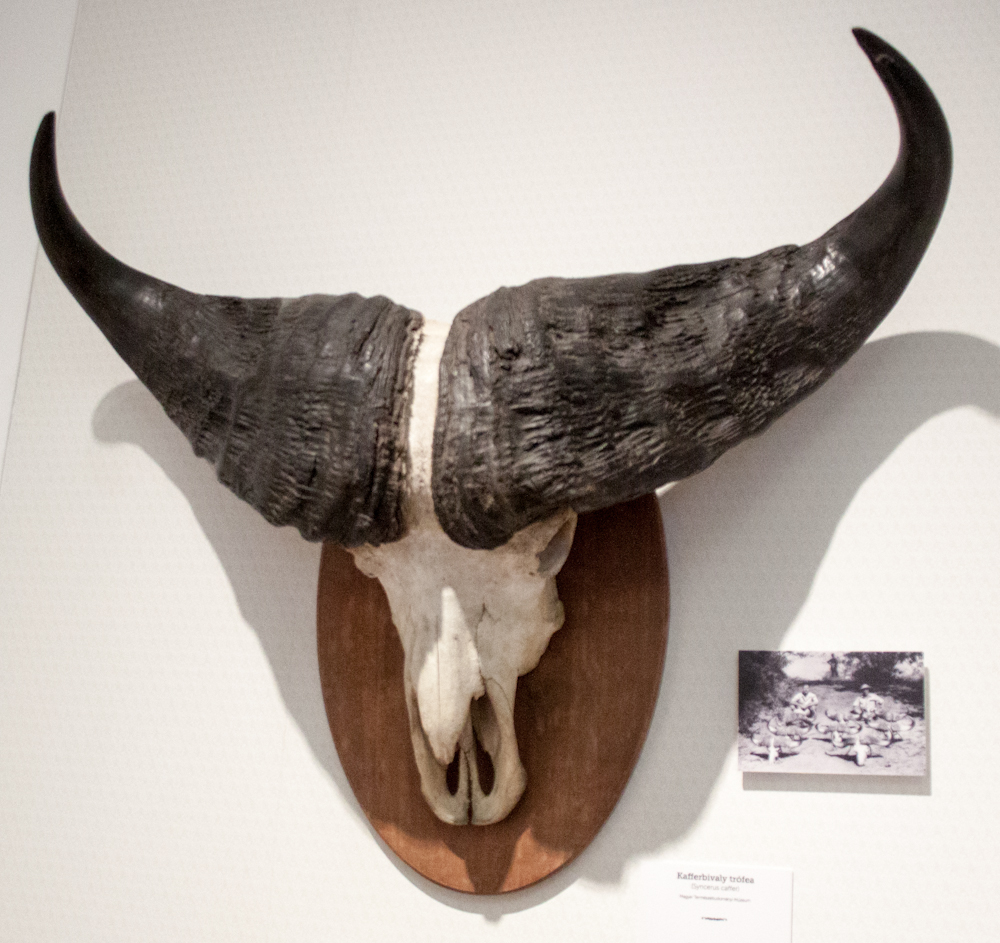
Kafferbivaly trófea a hatvani Széchenyi Zsigmond Vadászati Múzeumban

## Fordítás
- Ez a szócikk részben vagy egészben  az   African buffalo című angol Wikipédia-szócikk ezen változatának fordításán alapul.  Az eredeti cikk szerkesztőit annak laptörténete sorolja fel. Ez a jelzés csupán a megfogalmazás eredetét és a szerzői jogokat jelzi, nem szolgál a cikkben szereplő információk forrásmegjelöléseként.
- Ez a szócikk részben vagy egészben  a   Bubalina#Genera_and_species című angol Wikipédia-szócikk ezen változatának fordításán alapul.  Az eredeti cikk szerkesztőit annak laptörténete sorolja fel. Ez a jelzés csupán a megfogalmazás eredetét és a szerzői jogokat jelzi, nem szolgál a cikkben szereplő információk forrásmegjelöléseként.